# Василевский, Александр Александрович
Алекса́ндр Алекса́ндрович Василе́вский (укр. Олександр Олександрович Василевський, род. 8 января 1975, Киев) — украинский хоккеист.

## Биография
Воспитанник киевской хоккейной школы. В 1991 году начал выступать в составе клуба ШВСМ (Киев), игравшем во второй лиге чемпионата СССР. После распада СССР уехал в Канаду, где играл в клубах Западной хоккейной лиги — «Виктория Кугэрз» (в 1995 году переехавшем в Принс-Джордж и сменившем название на «Принс-Джордж Кугэрз») и «Брандон Уит Кингз».
В драфт НХЛ 1993 года был выбран в 11-м раунде под общим 271-м номером клубом «Сент-Луис Блюз», за который в 2-х сезонах сыграл в 4-х матчах. В 1995—1997 годы играл в американских клубах АХЛ («Вустер АйсКэтс» и «Гамильтон Булдогс») и ИХЛ («Гранд-Рапидс Гриффинс» и «Детройт Вайперз»).
Сезон 1997/1998 разделил между игравшими в Суперлиге чемпионата России московскими «Крыльями Советов» и череповецкой «Северсталью» и выступавшим в чемпионате ВЕХЛ киевским «Соколом».
В сезоне 1999/2000 вернулся в США, где играл в клубах «Маскиган Фьюри»(ОХЛ) и «Лонг-Бич Айс Догз» (ИХЛ). Пропустив следующий сезон, в 2001 году вернулся в киевский «Сокол», с которым стал серебряным призёром национального чемпионата 2001/2002 и бронзовым призёром чемпионата ВЕХЛ 2002/2003. Одновременно в сезоне 2001/2002 играл в челябинском клубе российской Суперлиги «Мечел», а в сезоне 2002/2003 — в австрийском клубе «Цельтвег».
В сезоне 2003/2004 представлял кирово-чепецкую «Олимпию» (высшая лига чемпионата России). Следующие 2 сезона играл в белорусском чемпионате — в могилёвском клубе «Химволокно» (2004/2005, стал бронзовым призёром чемпионата) и в клубе «Гомель» (2005/2006).
В 2006 году вернулся на Украину. В сезоне 2006/2007 в составе «Беркута» (представлявшего киевский город-спутник Бровары) стал бронзовым призёром, а в сезоне 2007/2008 в составе киевского «Сокола» — чемпионом Украины. Завершил игровую карьеру, сыграв 2 сезона в составе клуба «Белый Барс».
В составе национальной сборной Украины принимал участие в турнире Европейского хоккейного вызова 2002 года.

## Достижения
- Серебряный призёр чемпионата Беларуси 2004/2005[англ.].
- Бронзовый призёр чемпионата Украины 2006/2007.
- Чемпион Украины 2007/2008.